# Хельпзен
Хельпзен (нем. Helpsen) — община в Германии, в земле Нижняя Саксония.
Входит в состав района Шаумбург. Подчиняется управлению Нинштедт. Население составляет 2005 человек (на 31 декабря 2010 года). Занимает площадь 7,77 км².
| Год  | Население |
| ---- | --------- |
| 1990 | 1807      |
| 1995 | 1873      |
| 2000 | 2072      |
| 2005 | 2013      |
| 2010 | 2010      |